# Vredelant
Vredelant is een voormalig kasteel in het dorp Vreeland in de gemeente Stichtse Vecht, gelegen in het noordwesten van de Nederlandse provincie Utrecht.

## Geschiedenis
Rond 1253 werd het slot Vredelant gebouwd in opdracht van de Utrechtse bisschop Hendrik van Vianden. Op de grens van de provincie Utrecht en Noord-Holland liet de bisschop dit slot bouwen op een verhoogde plek in het landschap langs de Vecht, aan de huidige kleizuwe. Met de bouw van het kasteel wilde de bisschop aan de ene kant de leenmannen van Holland (de Heren van Aemstel) in bedwang houden, aan de andere kant wilde hij voorkomen dat er een tol zou worden geheven op de Vecht. Dit was van belang, want veel handel werd gedreven via de Vecht die voor Utrecht de verbinding vormde met de Zuiderzee (huidig IJsselmeer) en Oostzee.
De bouw van het kasteel bracht bedrijvigheid met zich mee en al gauw groeide er een kleine nederzetting met ambachtslieden, een smid, een herbergier, etc. De bisschop was hiermee erg tevreden en gaf deze nederzetting al in 1265 stadsrechten. Tegelijk met de bouw van de Dom van Utrecht, liet de bisschop ook te Vreeland een kerk bouwen. Deze oude stad 'Vredelant' groeide nooit uit tot een grote stad en eind 16e eeuw werden de stadsrechten weer ontnomen. Sindsdien is het huidige Vreeland een dorp.
Het slot Vredelant kent een roerig verleden en heeft een rol gespeeld in de Nederlandse geschiedenis. Het is meermalen belegerd, onder meer door Graaf Floris V, om de gebroeders van Aemstel uit het slot te krijgen. Het kasteel wordt ook wel het 'pandslot' genoemd, omdat het zo vaak werd verpand om aan geldelijke middelen te komen. Veel onenigheid ontstond ook - vroeg of laat - na het weer in onderpand geven van het kasteel.
De muren van het slot zijn in 1528/1529 geslecht. Met de stenen werd de dwangburcht Vredenburg te Utrecht gebouwd. In de 17e eeuw waren er plannen om Vreeland tot Ridderhofstad te maken. Hiertoe zou het oude slot weer worden opgebouwd. Hoewel een opgravingsplattegrond van de fundamenten uit 1653 bekend is, kwam het er echter niet van. Er werd een aanzet gegeven in de vorm van een klein huisje op de opgegraven fundamenten, maar dit had een politiek motief: slechts diegene met een Ridderhofstad kwam in aanmerking zitting te nemen in de Raad van Staten.
Tegenwoordig ligt het archeologische monument onder een grastapijt, in de jaren '70 nog in gebruik als voetbalveld van de club Sperwer. Op dit moment kent het terrein een functie als 'speelveld', en is van het oorspronkelijke slot en zijn geschiedenis niets meer herkenbaar.
Kasteel Ter Aa (Breukelen) ·
Aastein ·
Slot Abcoude ·
Amaliastein ·
Nieuw-Amelisweerd ·
Oud-Amelisweerd ·
Kasteel Amerongen ·
Kasteel Batestein (Harmelen) ·
Kasteel Batestein (Vianen) · 
De Beest ·
Bergestein ·
Beverweerd ·
Blasenburg ·
Blikkenburg ·
Blommesteyn ·
Bolenstein ·
Bolsweerd ·
Bottestein ·
Kasteel Broekhuizen ·
Bruinenburg ·
Huis Cammingha ·
Clarenborg ·
Coelhorst ·
De Batau ·
Dompselaer ·
Huis Doorn ·
Drakenburg (kasteel) ·
Drakensteyn ·
Kasteel Duurstede ·
Huis Ter Eem ·
Eijkelenburg ·
Emmickhuizen ·
Den Engh ·
Essenstein ·
Everstein (Everdingen) ·
Everstein (Jutphaas) ·
Den Eyck ·
Galesloot ·
Kasteel Geerestein ·
Gildenborgh ·
Kasteel Ten Goye ·
Grauwert ·
Grijpestein ·
Groenestein (Langbroek) ·
Kasteel Groeneveld (Baarn) ·
Groenewoude (Woudenberg) ·
Gunterstein ·
Kasteel de Haar ·
Kasteel Hagestein ·
Hamtoren ·
Kasteel Hardenbroek ·
Huis Harmelen ·
Ridderhofstad Heemstede ·
Kasteel Heemstede ·
Heimenberg ·
Heimerstein ·
Huis Herlaar ·
Ter Heul ·
Heulestein ·
Hindersteyn ·
Kasteel Ter Horst (Achterberg) ·
Isselt ·
Kasteel IJsselstein ·
Jagenstein ·
Kersbergen ·
Killestein ·
Kronenburg (kasteel) ·
Kasteel Levendaal ·
Lichtenberg (Woudenberg) ·
Lievendaal (Amerongen) ·
Landgoed Linschoten ·
Kasteel Linschoten ·
Lockhorst ·
Kasteel Loenersloot ·
Kasteel Lunenburg ·
Huis Maarsbergen ·
Marckenburg ·
Ter Meer ·
Ter Mey (Haarzuilens) ·
Huis te Mijdrecht ·
Huis te Mijnden ·
Kasteel Moersbergen ·
Kasteel Montfoort ·
Natewisch ·
Te Nesse ·
Kasteel Nijenrode ·
Nijenstein ·
Nijeveld ·
Noordwijk (Langbroek) ·
Huis te Oosterwijk ·
Oostwaard (Utrecht) ·
Op de Bol ·
Oud-Broekhuizen ·
Ridderhofstad Oudaan ·
Huis Oudegein ·
Oudenhorst ·
Plettenburg (kasteel) ·
Huis De Polle ·
Prattenburg ·
Kasteel Putkop ·
Randenbroek (park) ·
Remmerstein ·
Kasteel Renswoude ·
Rhijnauwen ·
Kasteel Rhijnestein ·
Huis Riebeek ·
Kasteel Rijnenburg ·
Rijnestein ·
Rijneveld ·
Kasteel Rijnhuizen ·
Rijningen ·
Huis Rijnsweerd ·
Rijpickerwaard · 
Kasteel Rijsenburg ·
De Roetert ·
Rumelaar ·
Kasteel Ruwiel ·
Royestein ·
Kasteel Sandenburg ·
Kasteel Schalkwijk ·
Kasteel Schonauwen ·
Schurenburg ·
Snaafburg ·
Snellenburg ·
Paleis Soestdijk ·
Steenhuis (Lopik) ·
Kasteel Sterkenburg ·
Stormerdijk ·
Landgoed Stoutenburg ·
Ten Massche ·
Valkenburg (Rhenen) ·
Huis te Velde ·
Kasteel Veldenstein ·
Hofstede te Vliet ·
Huis te Vleuten ·
Huis te Vliet (Lopik) ·
Huis te Vliet (Oudewater) ·
Vogelpoel ·
Huis te Voorn ·
Vredelant ·
Vronestein ·
Vuijlcop ·
Kasteel Walenburg ·
Wayenstein (Amerongen) ·
Kasteel Weerdenburg ·
Weerdesteyn ·
Weerestein ·
Hof ter Weyde ·
Wickenburgh ·
Wijnestein ·
Wiltenburg (Utrecht) ·
Kasteel van Woerden ·
Huis Woudenberg ·
Huis te Woudenberg (I) ·
Huis te Woudenberg (II) ·
Wulven ·
Kasteel Oud-Wulven ·
Wulvenhorst ·
Slot Zeist ·
Kasteel Zuilenburg ·
Zuileveld ·
Slot Zuylen ·
Huis Zuylenstein